# Utah Jazz 2009-2010
La stagione 2009-10 degli Utah Jazz fu la 36ª nella NBA per la franchigia.
Gli Utah Jazz arrivarono secondi nella Northwest Division della Western Conference con un record di 53-29. Nei play-off vinsero il primo turno con i Denver Nuggets (4-2), perdendo poi la semifinale di conference con i Los Angeles Lakers (4-0).

## Roster
| N° | Naz.                   | Ruolo | Sportivo         | Anno | Alt. | Peso |
| -- | ---------------------- | ----- | ---------------- | ---- | ---- | ---- |
| 3  | Stati Uniti (bandiera) | G     | Eric Maynor      | 1987 | 191  | 79   |
| 5  | Stati Uniti (bandiera) | A     | Carlos Boozer    | 1981 | 206  | 117  |
| 6  | Stati Uniti (bandiera) | G     | Othyus Jeffers   | 1985 | 196  | 91   |
| 8  | Stati Uniti (bandiera) | G     | Deron Williams   | 1984 | 191  | 95   |
| 9  | Stati Uniti (bandiera) | GA    | Ronnie Brewer    | 1985 | 201  | 100  |
| 13 | Turchia (bandiera)     | AC    | Mehmet Okur      | 1979 | 211  | 113  |
| 15 | Stati Uniti (bandiera) | G     | Sundiata Gaines  | 1986 | 185  | 84   |
| 17 | Stati Uniti (bandiera) | G     | Ronnie Price     | 1983 | 188  | 86   |
| 23 | Stati Uniti (bandiera) | G     | Wesley Matthews  | 1986 | 196  | 100  |
| 24 | Stati Uniti (bandiera) | A     | Paul Millsap     | 1985 | 203  | 111  |
| 26 | Stati Uniti (bandiera) | A     | Kyle Korver      | 1981 | 201  | 95   |
| 34 | Stati Uniti (bandiera) | G     | C.J. Miles       | 1987 | 198  | 95   |
| 41 | Grecia (bandiera)      | C     | Kosta Koufos     | 1989 | 213  | 120  |
| 44 | Ucraina (bandiera)     | C     | Kyrylo Fesenko   | 1986 | 216  | 131  |
| 47 | Russia (bandiera)      | A     | Andrej Kirilenko | 1981 | 206  | 100  |

## Staff tecnico
- Allenatore: Jerry Sloan
- Vice-allenatori: Phil Johnson, Tyrone Corbin, Scott Layden
- Vice-allenatore per lo sviluppo dei giocatori: Mark McKown
- Preparatore atletico: Gary Briggs
- Assistente preparatore: Brian Zettler